# Willie Garvin
Willie Garvin, är en seriefigur i serien Modesty Blaise. Han är en tuff tidigare brottsling, cockney, ägare av puben The Tread Mill och mästare i att kasta diverse föremål, till exempel knivkastning. Willie är ursprungligen engelsman, han blev tidigt föräldralös och växte upp på ett barnhem från vilket han flydde efter att ha klått upp en mobbare. Var ganska nedgången, bodde i Bangkok och försörjde sig som thaiboxare när Modesty upptäckte hans speciella talanger, att slåss, kasta saker och ta sig ur knepiga situationer.

## Bakgrund
Willie Garvin föddes av en ogift kvinna och uppfostrades till en början av en äldre dam med alkoholproblem som försörjde sig genom prostitution. Vistelsen hos den äldre damen blev inte lång och han placerades snart i ett barnhem. Barnhemmet rymde han ifrån efter att ha klått upp en översittare vid namn Dicer. Därefter gick han med i Främlingslegionen och fick uppleva slaget vid Dien Bien Phu. 
Tids nog flyttade han till Thailand där han med tiden blev en skicklig thaiboxare. Var i Thailand han bodde är lite osäkert då Garvins skapare Peter O'Donnell ändrade historien - ibland bodde han i Saigon, ibland i Bangkok. Det var i alla fall i Thailand som Garvin först träffade Modesty Blaise. Då var Blaise ledare för en kriminell organisation, The NetWork. 
Modesty Blaise bevittnade ett slagsmål som Garvin deltog i och efteråt såg hon honom bli arresterad av polisen. Hon förstod snabbt att hon kunde ha nytta av Garvin och löste ut honom från fängelset. Därefter fick Garvin genomgå ett test - att driva in pengar från en man i Hongkong. Denna till synes enkla uppgift utvecklades snabbt till något mer invecklat, då Garvin först blev tvungen att hjälpa denna person att rymma från ett kinesiskt fängelse för att kunna få tag på pengarna. Blaise blir imponerad och bestämmer sig för att låta Garvin bli medlem i The Network, ett erbjudande som han antar. Under de kommande sex månaderna tränas Garvin upp av Blaise och till slut litar de på varandra totalt. Garvin förblir medlem i The Network tills Blaise bestämmer sig för att lägga ner organisationen.
Trots att de båda nu lagt den brottsliga banan bakom sig förblir Garvin och Blaise väldigt nära vänner. Garvin öppnar puben The Treadmill strax utanför London medan Blaise kontaktas av sir Gerald Tarrant som erbjuder henne ett arbete. Blaise tackar ja och kontaktar Garvin, som hon vill ska hjälpa honom.

## Garvins personlighet
Willie Garvin är väldigt social och har en välutvecklad och ofta mörk humor. Han gillar att citera psalmer (vilket kan bero på att han en gång suttit fängslad i Calcutta med bara en psalmbok att läsa). 
Garvin har många kvinnliga bekantskaper och dessa påminns han ofta om under märkliga omständigheter, exempel vid ett tillfälle då han gav sig ut på en simtur och upptäckte att han var omgiven av hajar. Han hyser dock inga romantiska känslor för Modesty Blaise och vill inte göra det heller. Han vill att de ska förbli nära vänner, vilket de varit länge. Garvin nämner nästan aldrig Blaise vid namn utan kallar han i regel "Prinsessan".
Garvin är expert på militära taktiker och kan tala flera språk flytande - däribland tyska, spanska, arabiska och franska. Hans främsta egenskap då han hjälper Blaise att bekämpa brott är knivkastning. Han gillar inte skjutvapen men drar sig inte för att använda sådana om det skulle behövas, och som före detta soldat har han stora kunskaper om gevär. Han kan också dyrka upp lås.
Garvin har väldigt starka åsikter om vad som är rätt och vad som är fel och litar ofta mer på sin egen moral än på lagen. Garvin försöker alltid undvika att döda sina fiender om det går, och enda gångerna han dödar någon så är det för att skydda Blaise.

## Öde
Willie Garvins sista framträdande i Modesty Blaise-serien skedde i äventyret Cobra Trap. Detta äventyr utspelar sig några år in i framtiden då Garvin är omkring 60 år gammal och Blaise drygt 50. Äventyret handlar om hur de ska rädda ett tåg fullt med oskyldiga passagerare från att falla offer för rebellerna. Då, för första och enda gången, får Garvin en kyss av Blaise som sedan berättar att hon snart kommer att dö i cancer. Hon ber Garvin att gå ombord på tåget så att hon kan dö ensam i kampen mot rebellerna. Därefter blir Blaise skjuten till döds och Garvin själv stukar foten. Garvin lyfter upp Blaise och bär henne, men kan inte gå särskilt fort på grund av sin skadade fot. Han hoppas ändå på att kunna rymma från rebellerna genom en djungel, men då blir även Garvin skjuten till döds. I slutet av berättelsen möts Garvin och Blaise igen i livet efter detta.

## Garvin på film och i andra medier
- Förutom i de tecknade serierna har Willie Garvin synts i elva romaner och två novellsamlingar.[1]
- Peter O'Donnell hade skådespelaren Michael Caine som förebild då han skapade Willie Garvin, och han ville att Caine skulle spela Garvin på film. Detta har ännu aldrig blivit av.
- År 1966 gjordes filmen Modesty Blaise och där gestaltas Garvin av Terence Stamp. Då Garvin först dyker upp i filmen framställs han som smått psykotisk, men mot slutet av filmen uppstår en romans mellan Garvin och Blaise och de börjar till och med prata om att gifta sig.
- År 1982 gestaltades han av Lewis Van Bergen i en TV-produktion som till en början var tänkt att bli pilotavsnittet till en TV-serie.
- Garvin har också dykt upp i en ljudbok och en radioteater.
- Garvin är dock inte med i filmen My Name Is Modesty från 2003

## Källhänvisningar
1. ↑  "Some Further Adieu". Arkiverad 31 januari 2018 hämtat från the Wayback Machine. Tcj.com, 2010-05-11. Läst 14 november 2014. (engelska)